# Нижегородская (транспортно-пересадочный узел)

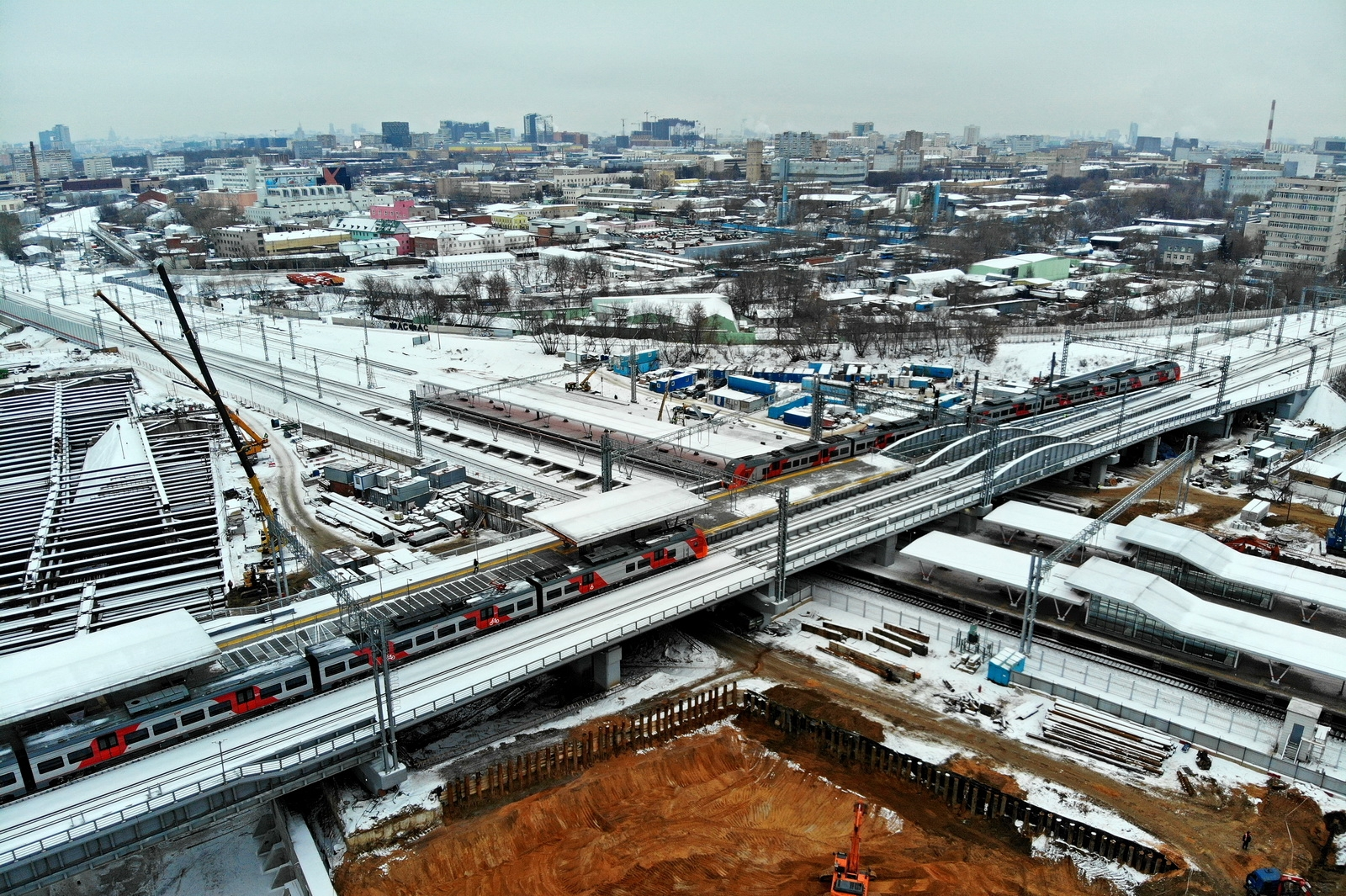
Платформа МЦК Нижегородская (на эстакаде) и станция Горьковского направления Нижегородская (бывшая Карачарово) (справа). Слева виден котлован строящейся станции метро Нижегородская, а снизу — котлован строящегося вестибюля ТПУ

«Нижегоро́дская» (проектное название «Ряза́нская») — транспортно-пересадочный узел (ТПУ), расположенный в ЮВАО на границе двух районов города Москвы (Нижегородского и Лефортово).
Первая очередь транспортно-пересадочного узла «Нижегородская» открыта 27 марта 2020 года одновременно с продлением Некрасовской линии метро и открытием станции «Нижегородская».
Формирование ТПУ завершено 1 марта 2023 года одновременно с полным замыканием Большой кольцевой линии.
Пассажиропоток узла — от 90 000 до 125 000 пассажиров в час и около 600 тысяч пассажиров в день.

## Расположение
Транспортно-пересадочный узел расположен на границе двух районов Юго-Восточного административного округа Москвы: Нижегородского и Лефортово. Территория ТПУ ограничена Рязанским проспектом, шоссе Фрезер и Малым кольцом Московской железной дороги (Московским центральным кольцом). Ранее на ней располагались гаражи, отделение МВД и складская база.

## Структура и характеристики
В составе ТПУ:
- кросс-платформенная станция метро «Нижегородская» Некрасовской и Большой кольцевой линий;
- станция МЦК Нижегородская;
- станция Нижегородская Горьковского направления МЖД в составе МЦД-4[9];
- общественно-деловое 45-этажное здание площадью 65 тыс. м² (планируется)[6];
- торговые помещения площадью 14 тыс. м²[6];
- парковка на 500 машиномест.

| - Станция МЦК Нижегородская до установки эскалаторов (2016) - Котлован строящейся станции метро Нижегородская - Станция Горьковского направления Карачарово |

Все объекты ТПУ размещаются на территории площадью 22,6 гектара. Общая площадь самого ТПУ составляет 125—137 тыс. м², из которых около 30 тыс. м² занимает непосредственно технологическая часть, служащая посадке, пересадке и высадке пассажиров. Транспортные потоки со всех участков ТПУ ведут в подземный распределительный зал площадью около 7 тыс. м², который располагается на глубине 6 метров, благодаря чему можно пересесть на все виды транспорта (за исключением наземного общественного, остановки которого располагаются на поверхности), не поднимаясь из-под земли. В подземном вокзале располагаются кассы, пассажирский терминал и зал ожидания.
Инвестиции в проект составляют порядка 8,5 млрд рублей.

## Строительство
Строительство станции метро Нижегородская было начато в 2014 году, ввод в эксплуатацию планировался в 2020 году.
Строительство станции МЦК было начато в 2015 году, ввод в эксплуатацию состоялся в 2016 году вместе с открытием пассажирского движения электропоездов по МЦК. При этом станция МЦК Нижегородская построена с временным выходом (во время пандемии COVID-19 использовался в качестве дополнительного выхода на Рязанский проспект). Основные входы/выходы с эскалаторным наклоном и лифтами будут строиться после завершения строительства подземной части станций метро — под них оставлены заделы (2 квадратных отверстия в платформе под шахты лифтов и 2 прямоугольных — под лестницу и эскалаторный наклон).
С 19 мая 2018 года остановочный пункт Карачарово был закрыт для пассажиров. 15 октября начала действовать новая перенесённая платформа, расположенная частично под путепроводом МЦК. Выход пассажиров на платформу осуществляется через подземный переход, оборудованный турникетами и билетопечатающими автоматами. 10 декабря 2018 года была открыта вторая платформа, велось строительство третьей. Полностью остановочный пункт открылся в начале 2019 года, а пути были достроены в конце мая. В итоге на зонной станции Карачарово появились 3 платформы, обслуживающие 6 сквозных путей.
Первая очередь транспортно-пересадочного узла открыта 27 марта 2020 года одновременно с продлением Некрасовской линии метро и открытием станции «Нижегородская».
20 февраля 2023 года участок Некрасовской линии метро «Электрозаводская» —  «Нижегородская» был передан в состав Большой кольцевой линии. Была образована кросс-платформенная пересадка между Некрасовской и Большой кольцевой линиями.
1 марта 2023 года для пассажиров полностью замкнулась Большая кольцевая линия метро, тем самым строительство ТПУ «Нижегородская» было полностью завершено.